# León Buil
León Buil Giral (Barbastro, Huesca, 12 de enero de 1935 - Huesca, 20 de noviembre de 2013) fue un abogado, político y economista español.

## Biografía
Era licenciado en Derecho y diplomado en Ciencias Políticas. Fue profesor ayudante de Derecho Político en la Universidad de Zaragoza y Consejero Provincial de Bellas Artes. Participó en la oposición al franquismo, formando parte del Grupo Tácito.
En 1976 fundó y presidió el Partido Popular Aragonés que se disolvió al año siguiente al incorporarse a la UCD. En la Legislatura Constituyente fue diputado por la provincia de Huesca entre el 7 de julio de 1977 y el 2 de enero de 1979. También fue diputados por la provincia de Huesca entre el 13 de marzo de 1979 y el 31 de agosto de 1982 y por la provincia de Zaragoza con CDS entre el 11 de julio de 1986 y el 21 de noviembre de 1989.
Perteneció al Consejo Ejecutivo del Grupo Parlamentario de UCD por ser presidente del Comité Ejecutivo Provincial de UCD y fue Consejero de Educación y Ciencia en la Diputación General de Aragón. Ocupó la presidencia de la UCD de Aragón entre marzo de 1980 y julio de 1982. Fue portavoz de CDS en el Congreso de los Diputados entre junio y noviembre de 1989. También fue asesor del entonces presidente socialista del Gobierno de Aragón Marcelino Iglesias.
Fue miembro de la Real Sociedad Económica Aragonesa de Amigos del País y presidente desde 2002 hasta su muerte de la Asociación de ex Diputados y Exsenadores de las Cortes Generales.
Colaboró como articulista con El Heraldo de Aragón, Diario Crítico, Ya y El Noticiero Universal entre otros diarios.
Falleció el 20 de noviembre de 2013 en el Hospital General San Jorge de Huesca a los 78 años.
El día 5 de noviembre de 2015 una recopilación de poesías "Crónica del Hombre", escritas a lo largo de toda su vida, fue presentada al público en el Centro Cultural Ibercaja-Palacio Villahermosa en Huesca.